# 迪弗 (怀俄明州)
迪弗（英語：Deaver）是美国怀俄明州比格霍恩县下属的一座城鎮。该鎮的人口在2000年为177人，2010年有178，2011年则估计有179人。